# Maria Bellonci
Maria Villavecchia, devenue, à la suite de son mariage avec Goffredo Bellonci, Maria Bellonci (née le 30 novembre 1902 à Rome et morte le 13 mai 1986  dans la même ville) est une écrivaine et traductrice italienne, créatrice, avec son mari et Guido Alberti, du prix Strega. Elle a publié toutes ses œuvres en signant Maria Bellónci.
Elle obtient en 1939 le prix Viareggio pour Lucrezia Borgia, La sua vita e i suoi tempi (it) (Lucrèce Borgia, Sa vie et son temps). En 1986, l'année de sa mort, elle remporte elle-même le  prix Strega pour Rinascimento privato (it) (Renaissance privée) (Mondadori), une biographie d'Isabelle d'Este, écrite sous la forme d'un roman autobiographique, considérée comme son chef-d'œuvre.
En 1979, elle reçoit, pour son œuvre de traductrice, le prix San Gerolamo, un prix littéraire décerné de 1978 à 1999 par l'Association italienne des traducteurs et interprètes.

## Biographie
Les débuts d'écrivain de Maria Bellonci ont lieu en 1939 avec la célèbre biographie Lucrezia Borgia, publiée en italien par Arnoldo Mondadori Editore et en anglais par Phoenix.
Ses livres historiques sont principalement basés sur une recherche historique riche et minutieuse, à travers la consultation de documents originaux existants, à partir desquels Maria  était très habile pour reconstruire un portrait vivant et crédible des personnages historiques décrits. Son œuvre acquiert ainsi une valeur populaire très précieuse, apportant au grand public une version humaine et historiquement documentée, exempte des nombreuses légendes accumulées au cours des siècles, de personnages lointains dans le temps mais très fascinants, tels que les Borgia, les Este, les Gonzague, les Della Rovere, ou Marco Polo. D'ailleurs, son roman Marco Polo (it) a fait l'objet d'un téléfilm produit par la Rai et réalisé par Giuliano Montaldo.
C'est dans son salon littéraire — les Amis du dimanche — que le prix Strega est né. La genèse de la création du prix a été évoquée par Maria Bellonci elle-même dans Come un racconto. Gli anni del premio Strega publié en 1969 par Club degli Editori, et 1970 par Mondadori.
Son roman Segreti dei Gonzaga et sa nouvelle Delitto di Stato contenue dans le recueil Tu vipera gentile, ont été adaptés en 1982 dans la mini-série télévisée Delitto di stato, réalisée par Gianfranco De Bosio.

## Œuvres
- 1939 : Lucrezia Borgia, La sua vita e i suoi tempi (it) (Lucrèce Borgia, Sa vie et son temps), Arnoldo Mondadori Editore, Milan (Prix Viareggio)
- 1947 : Segreti dei Gonzaga (it), Arnoldo Mondadori Editore, Milan
- 1956 : Milano Viscontea, Edizioni Radio Italiana, Turin
- 1965 : Pubblici segreti, A. Mondadori, Milan
- 1969 : Come un racconto. Gli anni del Premio Strega, Club degli Editori, Milan
- 1972 : Tu vipera gentile (recueil de nouvelles, comprenant notamment Delitto di stato, Soccorso a Dorotea, Tu vipera gentile), A. Mondadori, Milan
- 1982 : Marco Polo (it), ERI, Turin.
- 1985 : Rinascimento privato (it), A. Mondadori, Milan
- 1987 : Io e il Premio Strega, A. Mondadori, Milan  (ISBN 8-80430-197-X)
- 1988 : Segni sul muro, A. Mondadori, Milan  (ISBN 8-80431-881-3)
- 1989 : Pubblici segreti n. 2, A. Mondadori, Milan  (ISBN 8-80433-086-4)
- 1995 : Il Premio Strega, A. Mondadori, Milan  (ISBN 8-80440-540-6)
- 2003 : Mantegna, Skira, Milan
- 2007 : Gente in castello, A. Mondadori, Milan  (ISBN 978-8-80457-410-1)

## Traductions
- 1961 : Stendhal, Vanina Vanini e altre Cronache italiane (Chroniques italiennes) (contenant notamment La duchessa di Paliano, Vittoria Accoramboni, I Cenci, San Francesco a Ripa, Vanina Vanini), Mondadori, Milan
- 1965 : Émile Zola, Nana (Nana), éd. Sansoni, Florence
- 1970 : Alexandre Dumas, La signora delle camelie (La Dame aux camélias)
- 1982 : Marco Polo, Il Milione, (Le Livre de Marco Polo), ERI, Rome
- 1983 : Jules Verne, Viaggio al centro della terra, (Voyage au centre de la Terre), Giunti, Florence

## Œuvres traduites en français
- Lucrèce Borgia. Sa vie et son temps [« Lucrezia Borgia. La sua vita e i suoi tempi »], trad. de Madeleine Vaussard, Paris, Éditions Plon, 1951, 473 p. (BNF 31790151)
- Marco Polo [« Marco Polo »], trad. de Philippe Guilhon, Paris, Éditions Mengès, 1982, 197 p. (BNF 34719798)
- Renaissance privée [« Rinascimento privato »], trad. de Luciana Berini, Paris, J’ai lu, 1989, 571 p.  (ISBN 2-277-22637-8)